# Yehuda Amital

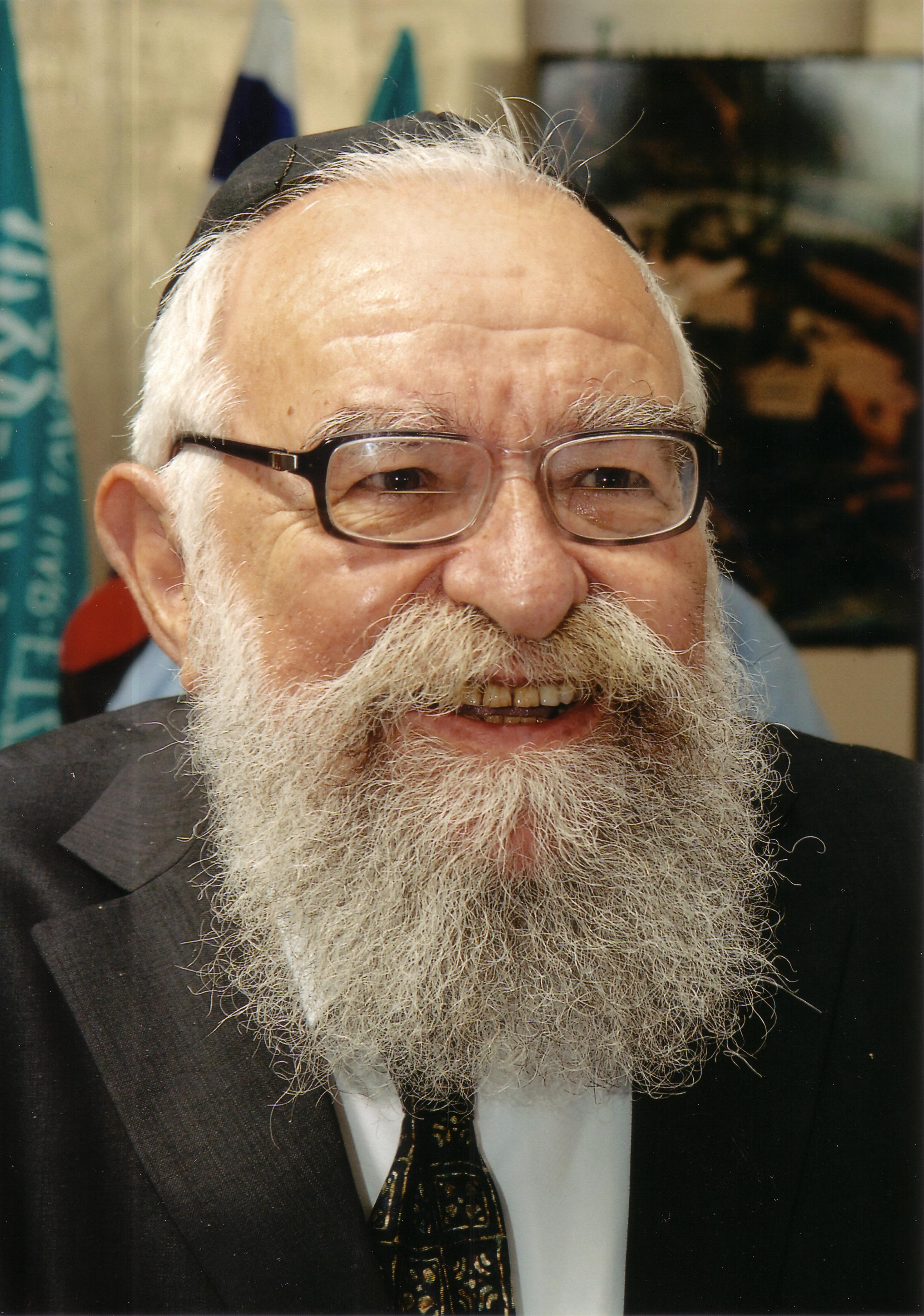
Rabbijn Yehuda Amital (2007)

Yehuda Amital (Hebreeuws: יהודה עמיטל) (Oradea (Roemenië), 31 oktober 1924 - Jeruzalem, 8 juli 2010) was een Israëlisch zionistisch rabbijn en politicus.
Tijdens de bezetting in 1944 van Hongarije door nazi-Duitsland zat Amital acht maanden in een werkkamp opgesloten. Na door het Rode Leger te zijn bevrijd, ging hij naar Boekarest en daarna naar het toenmalige mandaatgebied Palestina, waar hij eind 1944 aankwam. Tijdens de Arabisch-Israëlische Oorlog van 1948 nam hij dienst bij het Israëlische defensieleger en diende als soldaat bij de 7de brigade. Later werd hij rabbijn; hij was een gematigd zionist.
In 1988 werd Amital oprichter en voorzitter van Meemad, een linkse politieke partij. Tegelijkertijd werd hij de leider van de Har Etzion, een gecombineerd project van legerdienst en jesjiva. In die functie was hij voorstander van een gebiedsruil met de Palestijnen om tot een vredesregeling te komen. Alhoewel geen lid van de Knesset werd hij in november 1995 door premier Shimon Peres benoemd tot minister zonder portefeuille. Hij bleef minister tot juni 1996. Ofschoon Meemad bij de verkiezingen voor de Knesset van 2003 samen met de Arbeidspartij 14,5 % van de stemmen kreeg, werd Amital zelf geen parlementslid.